# Лоу, Гордон
Сэр Фрэнсис Гордон Лоу, 2-й баронет (англ. Sir Francis Gordon Lowe); (21 июня 1884 — 17 мая 1972 года) ― британский теннисист.
Лоу прежде всего известен своей победой в Открытом чемпионате Австралии по теннису в 1915 году и победой в Чемпионате мира по теннису на крытых кортах в 1920 году. Лоу также одержал победу на AEGON Championships в 1912, 1913 и 1925 годах. Его отец, сэр Фрэнсис Лоу, 1-й баронет, был членом парламента и представлял избирательный округ Бирмингем Эджбастон. Его брат, Артур Лоу, также был теннисистом, а другой брат, Джон, играл в крикет, причём выступал на международных соревнованиях.
Гордон Лоу был признан ракеткой мира № 8 в 1914 году Уоллисом Майерсом из газеты «The Daily Telegraph».
В 1910 году Лоу одержал победу в одиночном зачёте в соревнованиях Британского чемпионата по теннису на крытых кортах, а также сыграл в турнире Королевского клуба в Лондоне, победив своего брата Артура в финале в трёх сетах. Выигрывал в одиночном зачёте на соревнованиях в Монте-Карло три раза в 1920, 1921 и 1923 годах. Также принимал участие в летних Олимпийских играх 1912 года и в летних Олимпийских игр 1920 года.
С 1932 по 1936 год был редактором издания «Lowe’s Lawn Tennis Annual».

## Финалы Большого шлема

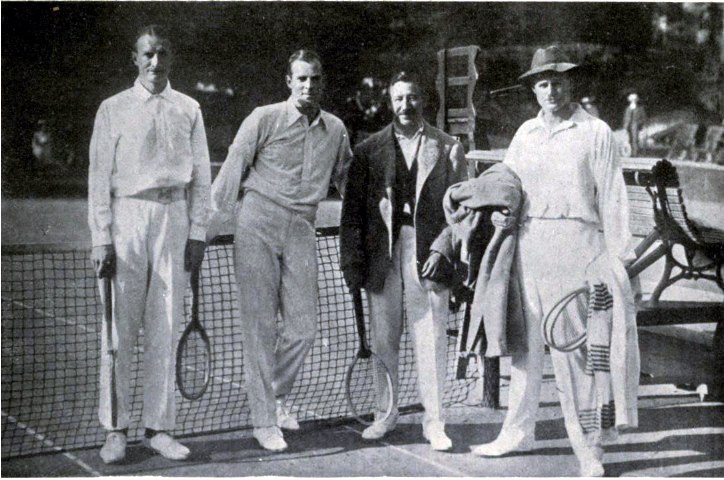
Лоу (слева) в Каннах, 1914

### Одиночный зачёт
| Год  | Чемпионат                               | Соперник в финале | Счёт               |
| 1915 | Открытый чемпионат Австралии по теннису | Гораций Райс      | 4-6, 6-1, 6-2, 6-4 |

### Микст

#### Участие в финалах
| Год  | Чемпионат                               | Партнёр        | Соперники в финале              | Счёт               |
| 1912 | Открытый чемпионат Австралии по теннису | Альфред Бимиш  | Джеймс Сесил Парк Чарльз Диксон | 4-6, 4-6, 2-6      |
| 1915 | Открытый чемпионат Австралии по теннису | Берт Сент Джон | Гораций Райс Кларенс Тодд       | 6-8, 4-6, 9-7, 3-6 |
| 1921 | Уимблдон                                | Артур Лоу      | Рэндольф Лисетт Макс Вуснэм     | 3-6, 0-6, 5-7      |